# Голубка, Иван Васильевич
Ива́н Васи́льевич Голу́бка (укр. Іван Васильович Голубка, позывной — Батько; 12 января 1996, Дебеславцы — 5 июня 2023, Яковлевка) — украинский военнослужащий, младший сержант, участник российско-украинской войны. Герой Украины (5 декабря 2024, посмертно).

## Биография
Родился 12 января 1996 года в селе Дебеславцы Коломыйского района Ивано-Франковской области. Учился в местной школе. Рано остался без мамы — она скончалась от онкологии. Помогал отцу в воспитании сестры-инвалида.
Получил профессию автомеханика в Коломыйском индустриальном педагогическом колледже. Затем поступил в Тернопольский национальный университет им. Гнатюка. Прошёл срочную военную службу. В гражданской жизни работал в сфере строительства — занимался ремонтом квартир и домов.
С первых дней российского вторжения в Украину встал на защиту страны. Являлся заместителем командира БМП 109 батальона 10-й отдельной горно-штурмовой бригады «Эдельвейс».
Погиб 5 июня 2023 года вблизи селе Яковлевка Бахмутского района во время штурма вражеских позиций. Получил осколочное ранение.
Похоронен 21 июня 2023 года на Аллее Славы в родном селе.
Осталась невеста.

## Награды
- Звание «Герой Украины» с удостоением ордена «Золотая Звезда» (5 декабря 2024, посмертно) — за личное мужество и героизм, проявленные в защите государственного суверенитета и территориальной целостности Украины, верность военной присяге[4].

## Память
3 октября 2023 года на фасаде школы в селе Дебеславцы, где учился Иван Голубка, установлена мемориальная доска.